# Bataille de Point Pleasant
Guerre de Dunmore
La bataille de Point Pleasant — connue sous le nom de bataille de Kanawha dans certains récits plus anciens — est la seule grande bataille de la guerre de Dunmore. Elle eut lieu le 10 octobre 1774, principalement entre la milice de Virginie et les Amérindiens Shawnees et Mingos. Le long de la rivière Ohio près de la ville actuelle de Point Pleasant, les Amérindiens menés par le chef Shawnee Cornstalk ont attaqué la milice de Virginie sous le commandement du colonel Andrew Lewis (en), dans l'espoir d'arrêter l'avance des troupes de Lewis en vallée de l'Ohio. Après une bataille longue et furieuse, Cornstalk se retire. Après la bataille, les Virginiens, ainsi qu'une deuxième force menée par Lord Dunmore, le gouverneur de la Virginie, ont défilé dans la vallée de l'Ohio et contraint Cornstalk à s'entendre sur un traité, mettant fin à la guerre.

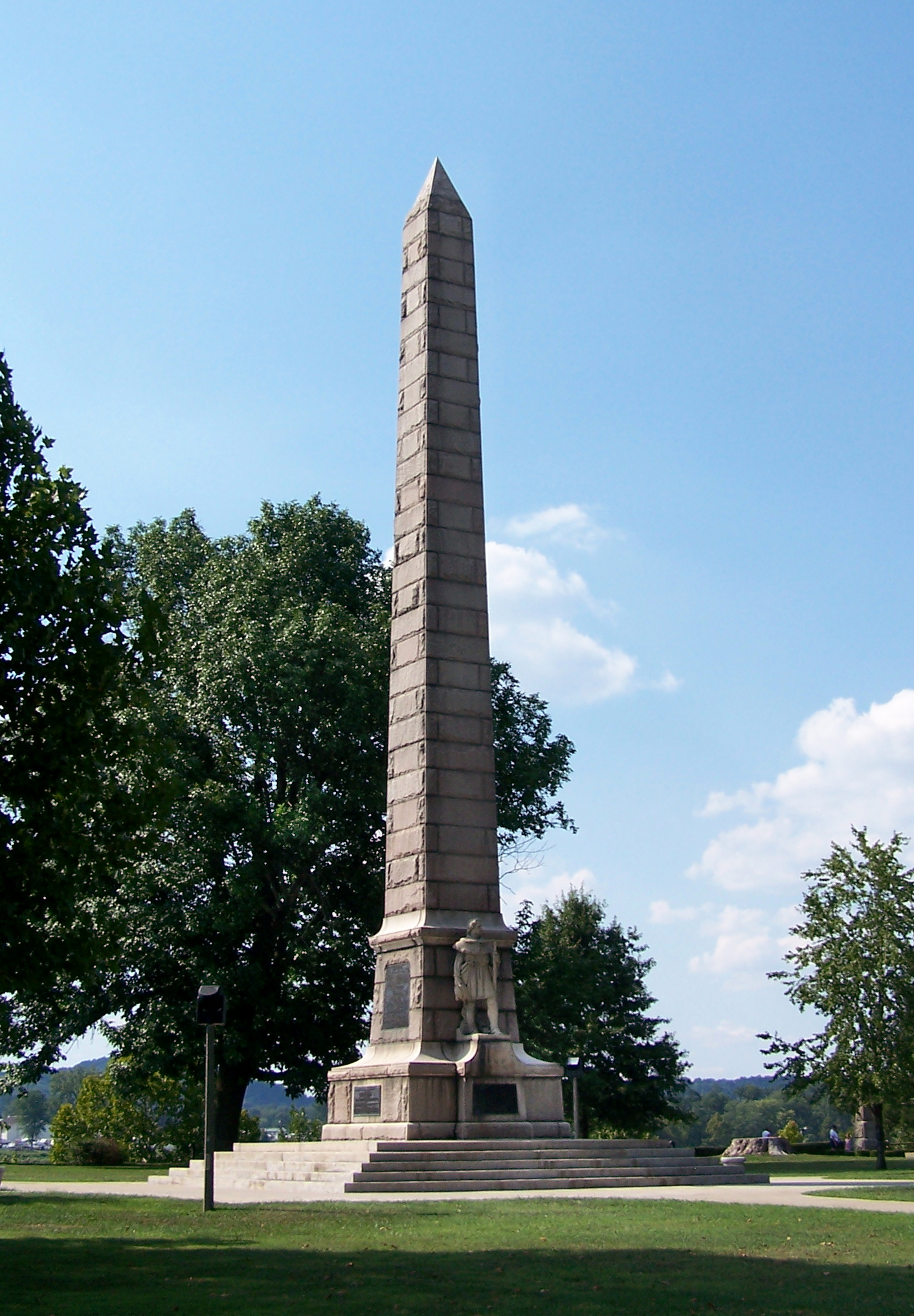
Monument de la bataille à Point Pleasant.